# Burkina Faso
Burkina Faso, là một quốc gia ở Tây Phi, giáp với Mali về phía tây bắc, Niger về phía đông bắc, Bénin về phía đông nam, Togo và Ghana về phía nam và Bờ Biển Ngà về phía tây nam, có diện tích 274,223 km2. Năm 2024, dân số Burkina Faso ước tính là 23.286.000 người. Burkina Faso từng được gọi là Thượng Volta (1958–1984) trước khi cựu tổng thống Thomas Sankara đổi thành tên gọi hiện tại. Công dân Burkina Faso được gọi là Burkinabè và thủ đô, thành phố lớn nhất là Ouagadougou.
Burkina Faso giành độc lập từ Pháp năm 1960, ngay sau đó là những bất ổn về chính trị trong thời gian từ thập niên 1970 đến 1980. Cuộc bầu cử đa đảng phái đầu tiên của nước này được tổ chức vào những năm 1990.

## Lịch sử

### Thời kỳ nguyên thủy
Giống như tất cả các xứ phía tây của châu Phi, Burkina Faso có dân cư từ khá sớm. Từ khoảng năm 12.000 đến 5000 TCN, ở phía bắc của đất nước đã có những người đi săn và người hái lượm; những công cụ của họ (nạo, đục và tên) đã được phát hiện vào năm 1973. Những người làm nông nghiệp đã đến cư trú ở đất nước này vào khoảng 3600 đến 2600 TCN, họ để lại những kiến trúc gây ấn tượng cho cả thời nay. Việc sử dụng đồ sắt, đồ gốm và đồ đá mài nhẵn phát triển vào thời kỳ giữa 1500 và 1000 TCN. Đời sống tinh thần cũng phát triển trong thời kỳ này, thể thể hiện qua các di chỉ được tìm thấy trong các nơi chôn cất người chết.
Những di tích Dogon được tìm thấy trong trung tâm phía bắc, phía bắc và vùng tây bắc. Vào giữa thế kỷ XV và thế kỷ XVI TCN, những chủ nhân của chúng đã rời bỏ vùng này và chuyển tới vùng vách đá đứng ở Bandiagara. Người ta đã phát hiện các bức tường cao tại các địa phương ở phía tây nam của Burkina Faso (cũng như tại Côte d'Ivoire). Nhưng hiện vẫn chưa biết chủ nhân của chúng là ai.
Burkina Faso là một vùng kinh tế rất quan trọng của đế quốc Songhai vào thế kỷ XV và thế kỷ XVI.

### Từ thuộc địa tới độc lập

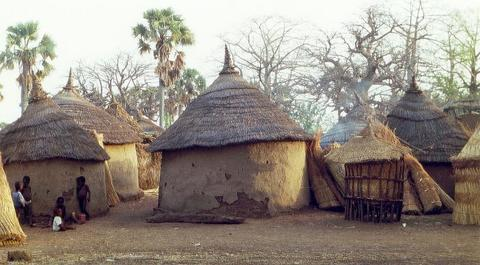
Nhà truyền thống ở đông nam Burkina Faso.

Sau một thập niên của sự giằng xé và cạnh tranh giữa Anh và Pháp, thông qua hiệp ước quy định đội quân viễn chinh dưới quân đội và những người tiên phong dân sự, vào năm 1896, Thực dân Pháp đánh thắng Vương quốc Ouagadougou, và bắt buộc họ phải trở thành một nước bảo hộ thuộc Pháp. Vào khoảng năm 1898, lãnh thổ tương đương Burkina Faso hôm nay đã được lấy lại, mặc dù điều khiển nhiều phần vẫn còn không ổn định. Pháp và Anh thỏa thuận ngầm ngày 14 tháng 6 năm 1898, chấm dứt sự tranh giành giữa hai quyền thuộc địa và cơ bản không để lại dấu vết đường biên giới giữa họ. Dựa trên Pháp đã đứng ngoài cuộc chiến tranh giành lại những cộng đồng địa phương và các thế lực chính trị tiếp tục cho đến chừng 5 năm. Vào năm 1904 đế quốc thuộc địa Tây Phi thuộc Pháp với phạm vi lớn được tổ chức lại, bây giờ phần lớn được bình định lãnh thổ của lòng chảo sông Volta được hợp nhất vào Thượng Senegal-Niger (Haut-Sénégal et Niger). Thuộc địa vốn có của nó có thủ phủ là Bamako, là thủ đô của nước Mali ngày nay.
Những quân dịch từ lãnh thổ tham gia mặt trận châu Âu của chiến tranh thế giới thứ nhất trong các tiểu đoàn bộ binh Senegal (Tirailleurs sénégalais). Giữa năm 1915 và 1916 các vùng phía phía tây nơi mà bây giờ là Burkina Faso và Biên giới phía đông của Mali trở thành phạm vi hoạt động của một trong những lực lượng vũ trang quan trọng chống lại chính phủ thuộc địa (được biết đến như cuộc chiến tranh Volta-Bani). Chính phủ Pháp cuối cùng phải đàn áp phong trào, nhưng chỉ khi sau việc bị thất bại vì được huy động lực lượng quân viễn chinh lớn nhất của nó lịch sử thuộc địa bước sang trang. Lực lượng vũ trang đối lập cũng phá hoại phía bắc xứ Sahel, trong khi người Tuareg và nhóm liên minh vùng Dori chấm dứt sự ngừng bắn của họ với chính phủ. Đồng thời cuộc chiến tranh thế giới thứ nhất kết thúc vào ngày 01 tháng 3 năm 1919, sợ hãi sự tái diễn đều đặn của nổi dậy bằng vũ trang và các cân nhắc kinh tế dẫn đến chính phủ thuộc địa phân ra lãnh thổ hiện thời là Burkina Faso từ Thượng Sénégal et Niger nhằm tăng cường quản lý nó. Thuộc địa mới được đặt tên là Thượng Volta và François Charles Alexis Édouard Hesling trở thành thống đốc đầu tiên của nó. Hesling bắt đầu thực hiện một chương trình đầy tham vọng và đã xúc tiến trồng bông xuất khẩu. Chính sách bông, dựa vào sự bắt buộc, thất bại và thu nhập đình trệ. Thuộc địa đã bị phá bỏ vào ngày 5 tháng 9 năm 1932, và lãnh thổ của nó đã được chia cắt giữa Côte d’Ivoire, Mali và Niger, sự chia cắt nhiều nhất là dân số và các thành phố của Ouagadougou và Bobo-Dioulasso trải dài tới Côte d'Ivoire.
Quyết định đã đảo ngược trong thời điểm quần chúng chống đối mạnh thuộc địa, mãi cho đến kết thúc chiến tranh thế giới thứ hai và ngày 4 tháng 9 năm 1947, Thượng Volta đã được tái lập lại ranh giới của nó có từ năm 1932. Vào ngày 11 tháng 12 năm 1958, nó được trao quy chể tự trị trở thành một nước cộng hòa và là thành viên cộng đồng Pháp-Phi (La Communauté Franco-Africaine). Năm 1960 đã đạt được độc lập đầy đủ. Năm 1966 sự kiện quân đội đầu tiên được lập; chế độ dân sự trở lại năm 1978. Đã có những tác động khác thường, theo chủ trương của Saye Zerbo vào năm 1980, với chiều hướng đã bị lật đổ năm 1982. Một sự táo bạo chống lại giới thiệu năm 1983, mà mang lại thuyết phục người thủ lĩnh Thomas Sankara lên lãnh đạo. Vào năm 1984 chính phủ cách mạng đã thay đổi tên nước là "Burkina Faso" và đặt lại quốc kỳ, quốc ca. Tổng thống hiện thời là Blaise Compaoré, người đã nắm quyền lực từ năm 1987 sau cuộc đảo chính giết chết Thomas Sankara.

## Chính trị

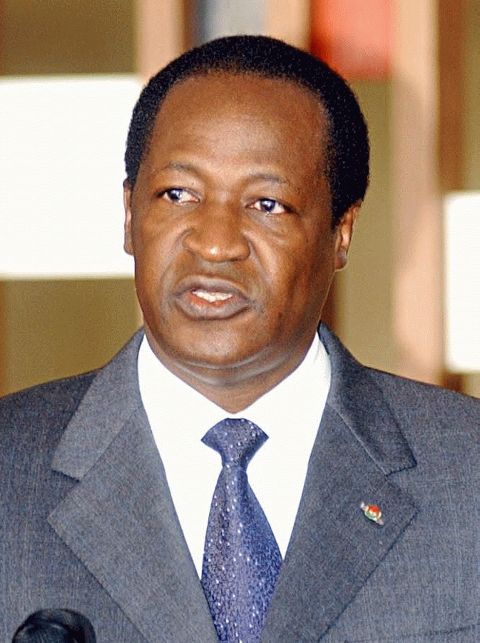
Tổng thống Blaise Compaoré của Burkina Faso, nhiệm kỳ 1987 đến năm 31 tháng 10 năm 2014.

Hiến pháp ngày 2 tháng 6 năm 1991 thiết lập một chế độ bán tổng thống (có cả tổng thống và thủ tướng) và một nghị viện. Tổng thống có quyền giải tán nghị viện. Tổng thống được bầu chọn và có nhiệm kì 7 năm. Tuy nhiên vào năm 2000, một hiến pháp quy định giảm nhiệm kì của tổng thống từ 7 năm xuống 5 năm. Đáng lẽ đã có một sửa đổi hiến pháp nữa vào năm 2005 nhằm ngăn tổng thống đương nhiệm Blaise Compaoré tái ứng cử thêm một nhiệm kỳ nữa. Tuy nhiên, vì không gặp phải thách thức nào từ những ứng viên là những lãnh tụ đảng khác, vào tháng 10 năm 2005 hội đồng hiến pháp quyết định rằng bởi vì Compaoré đương nhiệm từ năm 2000, nên hiến pháp sửa đổi sẽ không có hiệu lực với ông khi kết thúc nhiệm kỳ tổng thống lần hai. Nó đã dọn đường cho ông này tái cử vào năm 2005. Ngày 13 tháng 11 năm 2005, Compaoré tái cử dễ dàng do các phe đối lập thiếu đoàn kết.
Nghị viện được chia làm hai viện: Thượng viện và Hạ viện. Có một tòa án hiến pháp bao gồm 10 thành viên, và một hội đồng kinh tế và xã hội có vai trò là tư vấn thuần túy.

### Đối ngoại
Burkina Faso thực hiện đường lối không liên kết, quan hệ hữu nghị với tất cả các nước nhưng ưu tiên láng giềng khu vực và đẩy mạnh quan hệ với các nước phương Tây nhất là Pháp để tranh thủ đầu tư vốn và kỹ thuật.
Năm 1996, sau khi Burkina Faso lập quan hệ ngoại giao với Đài Loan, Trung Quốc đã cắt đứt quan hệ ngoại giao với nước này. Với vai trò là trung gian tích cực giải quyết xung đột nội bộ, sắc tộc tại một số nước Tây Phi (Togo, Niger), vị thế của Burkina Faso ngày càng được các nước trong khu vực và quốc tế coi trọng.
Burkina Faso là thành viên của Liên Hợp Quốc, Phong trào không liên kết, Liên minh châu Phi, Tổ chức Thương mại Thế giới, Cộng đồng Pháp ngữ, ECOWAS và từng là thành viên không thường trực Hội đồng Bảo an Liên Hợp Quốc (khoá 2008-2009).

### Phân cấp hành chính
Burkina Faso được chia thành 13 vùng, 45 tỉnh, và 301 huyện. Các vùng gồm:
- Boucle du Mouhoun
- Cascades
- Centre
- Centre-Est
- Centre-Nord
- Centre-Ouest
- Centre-Sud
- Est
- Hauts-Bassins
- Nord
- Plateau-Central
- Sahel
- Sud-Ouest

## Địa lý
Burkina Faso tạo được hai kiểu địa lý chính:
- Phần lớn của đất nước được bao bọc bởi một bán bình nguyên với địa hình phong cảnh hữu tình gợn sóng, tại vài vùng có một ít ngọn đồi cô lập, những vết tích cuối cùng của một vùng đất sơ khai.
- phía tây nam thuộc những dạng mẫu thôn quê với dãy núi cát, nơi này đỉnh núi cao nhất là Ténakourou (749 m, 2.450 ft) tọa lạc. Dãy núi có những dốc đá dựng đứng 150 m (490 ft).

Độ cao trung bình của Burkina Faso là 400 m (1.300 ft), không có sự chênh lệch nhiều lắm giữa nơi có địa hình cao nhất và thấp nhất. Bởi vậy Burkina Faso là một nước tương đối bằng phẳng, với một vài địa phương là ngoại lệ.

### Thủy văn
Tên đầu tiên của Burkina Faso là Thượng Volta, theo tên ba dòng sông được chảy qua đất nước: Mouhoun (trước đây gọi là Volta đen), Nakambé (Volta trắng) và Nazinon (Volta đỏ). Mouhoun là một trong hai dòng sông duy nhất của đất nước này có nước chảy quanh năm, dòng sông còn lại là Komoé.
Những phụ lưu sông Niger (Béli, Gorouol, Goudébo và Dargol) là những dòng chảy theo mùa, và chỉ chảy khoảng từ 4 đến 6 tháng trong một năm những có thể gây ra những nạn lụt lớn. Những hồ lớn ở nước này là Tingrela, Bam, Dem, Oursi, Béli, Yomboli và Markoye.
Thiếu nước thường là một vấn đề, đặc biệt là phía bắc đất nước.

### Khí hậu

Phân loại khí hậu Köppen của Burkino Faso

Burkina Faso có khí hậu xích đạo điển hình với hai mùa rõ rệt. Mùa mưa có lượng mưa đo được từ 600 and 900 mm. Vào mùa khô, gió harmattan từ sa mạc Sahara thổi tới mang theo hơi nóng. Mùa mưa có thể kéo dài xấp xỉ khoảng bốn tháng, tháng năm hay tháng 6 tới tháng 9. Mùa mưa ở miền Bắc ngắn hơn. Có thể chia làm ba khu vực khí hậu lớn: Sahel, Sudan-Sahel và Sudan-Guinée. Sahel ở miền bắc thường có ít hơn 600 mm mưa mỗi năm và nhiệt độ cao từ 5–47 °C (41–117 °F).

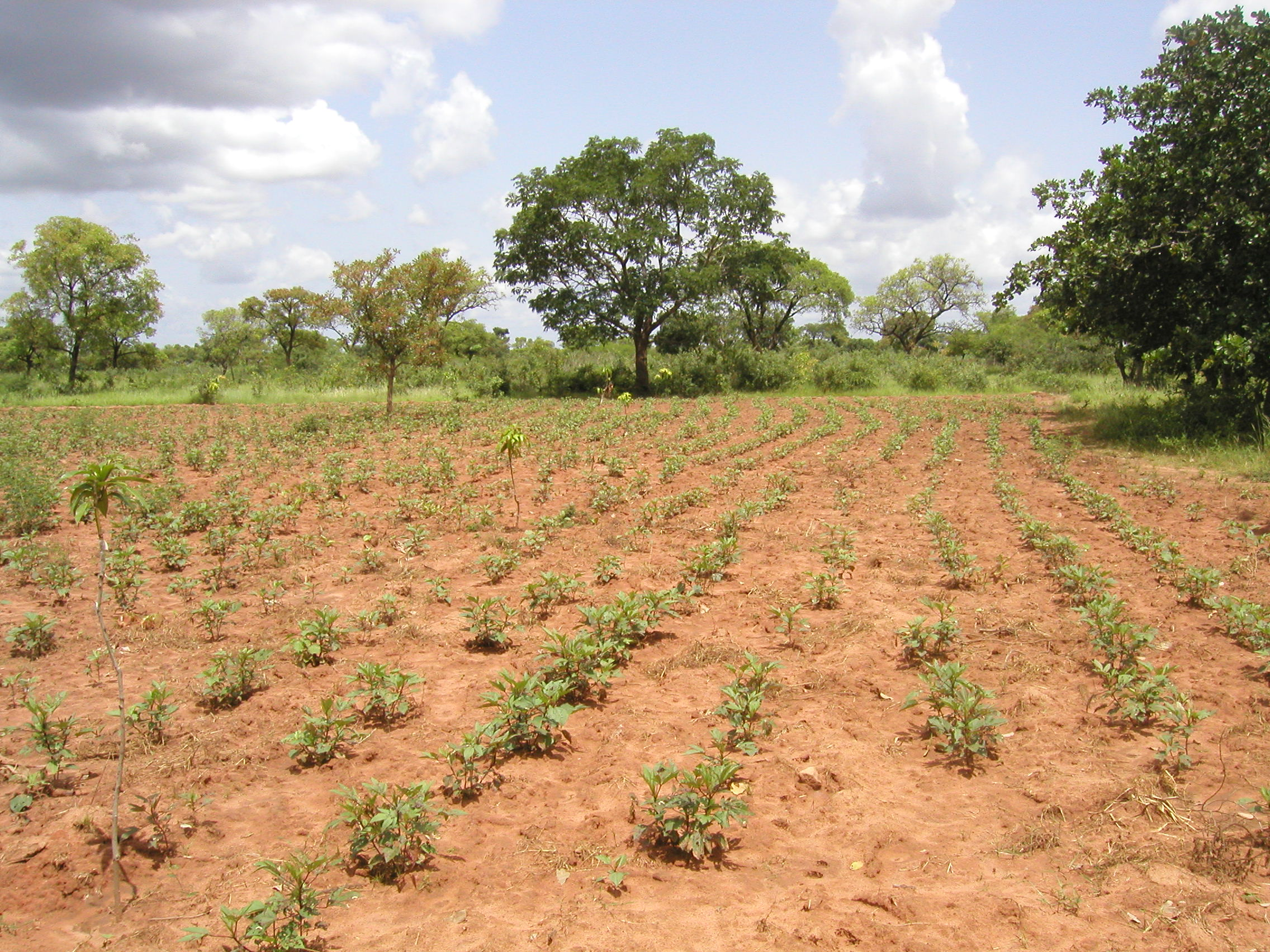
Rừng Tolotama đang trồng, Burkina Faso.

Vị trí được xác định là giữa 11°3’ và 13°5’ độ vĩ bắc, vùng Sudan-Sahel là một vùng trung chuyển xét cả về mưa và nhiệt độ. Xa hơn nữa về phía nam, khu vực Sudan-Guinée nhận được 900 mm lượng mưa mỗi năm và có nhiệt độ bình quân thấp hơn. 

### Tài nguyên thiên nhiên
Burkina Faso có nhiều tài nguyên thiên nhiên, bao gồm: mangan, phosphat, đá bọt, muối và một ít lượng vàng tự nhiên.

## Kinh tế

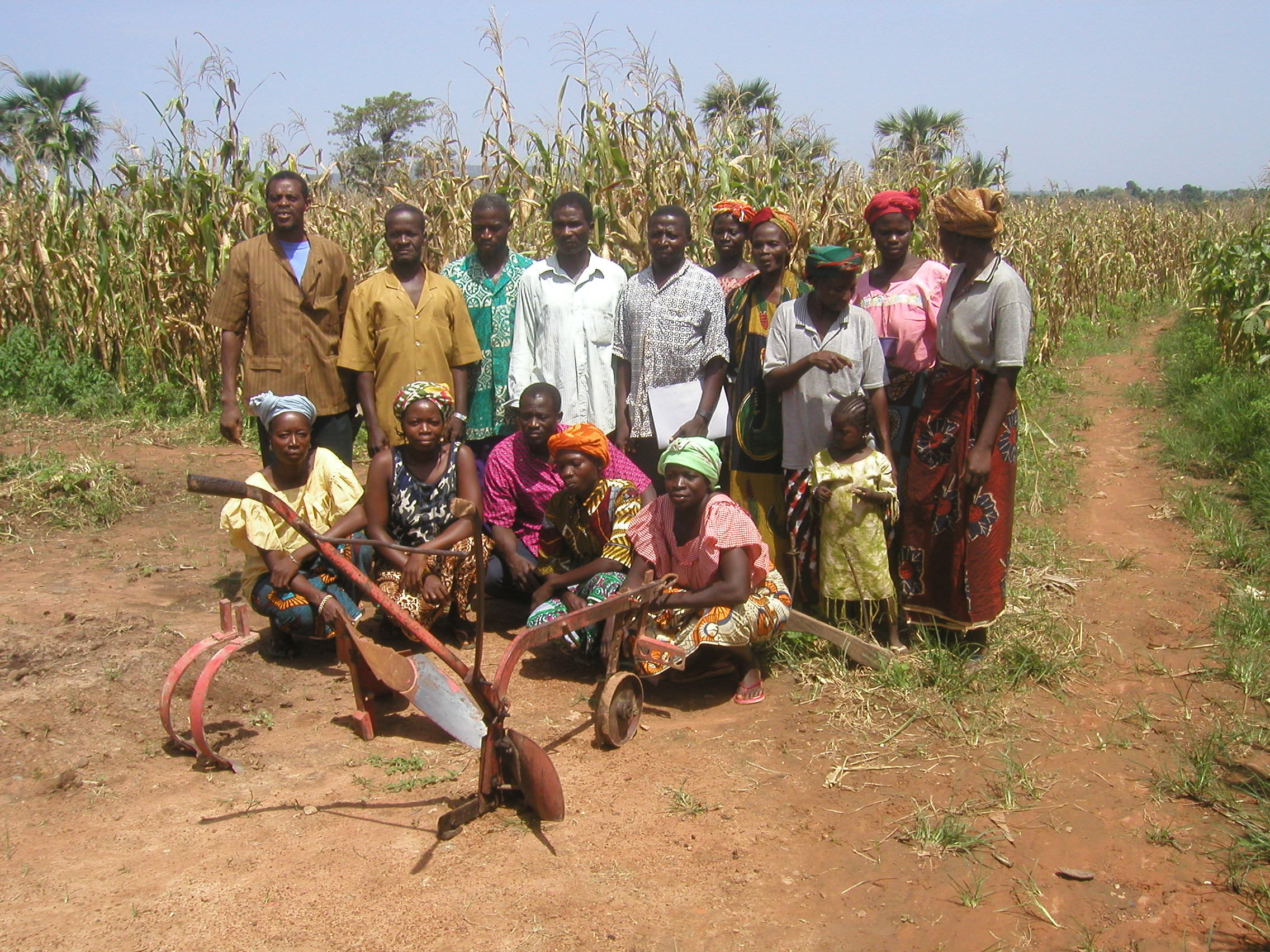
Những người làm nông Tarfila

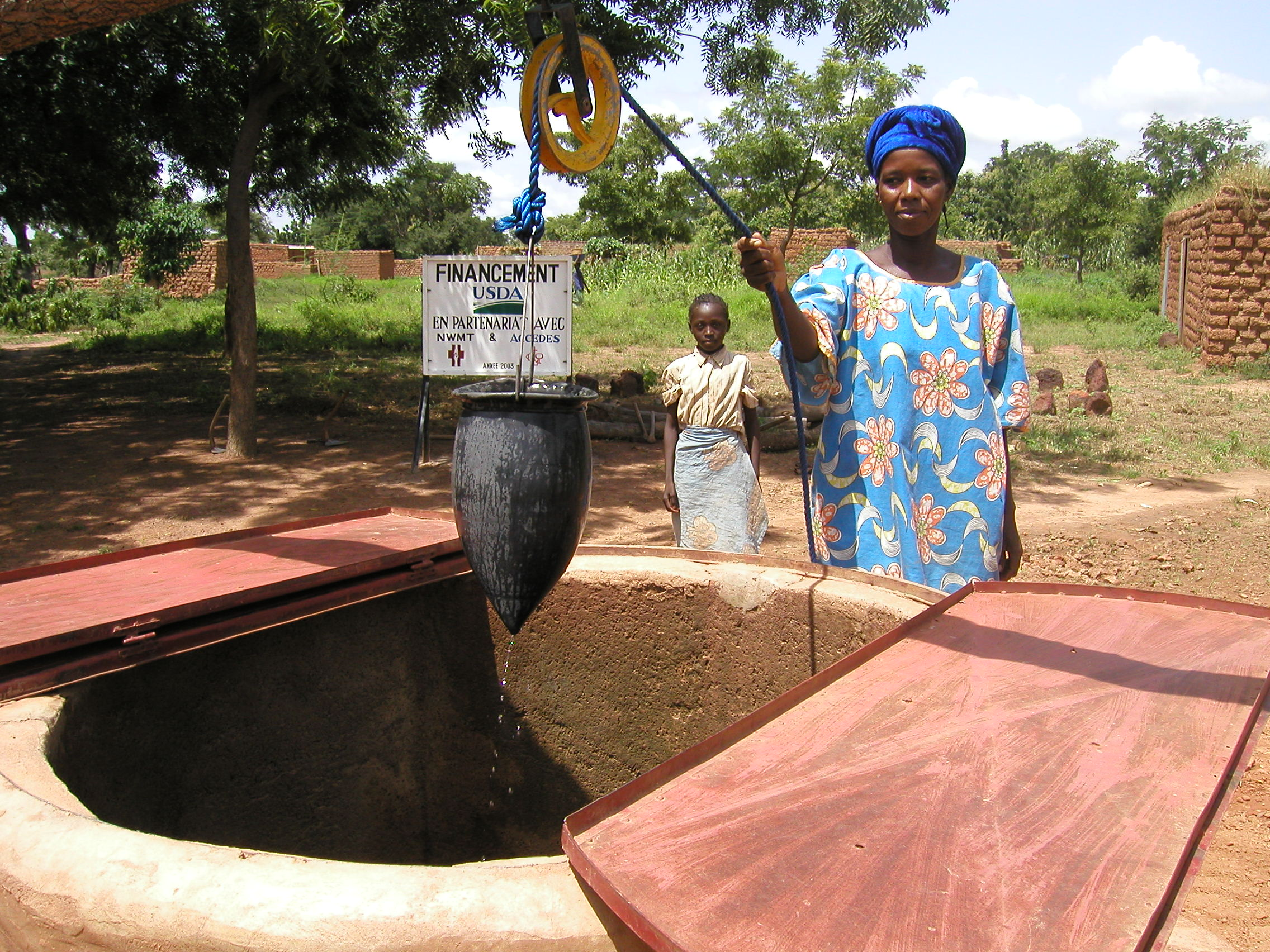
Giếng Sala

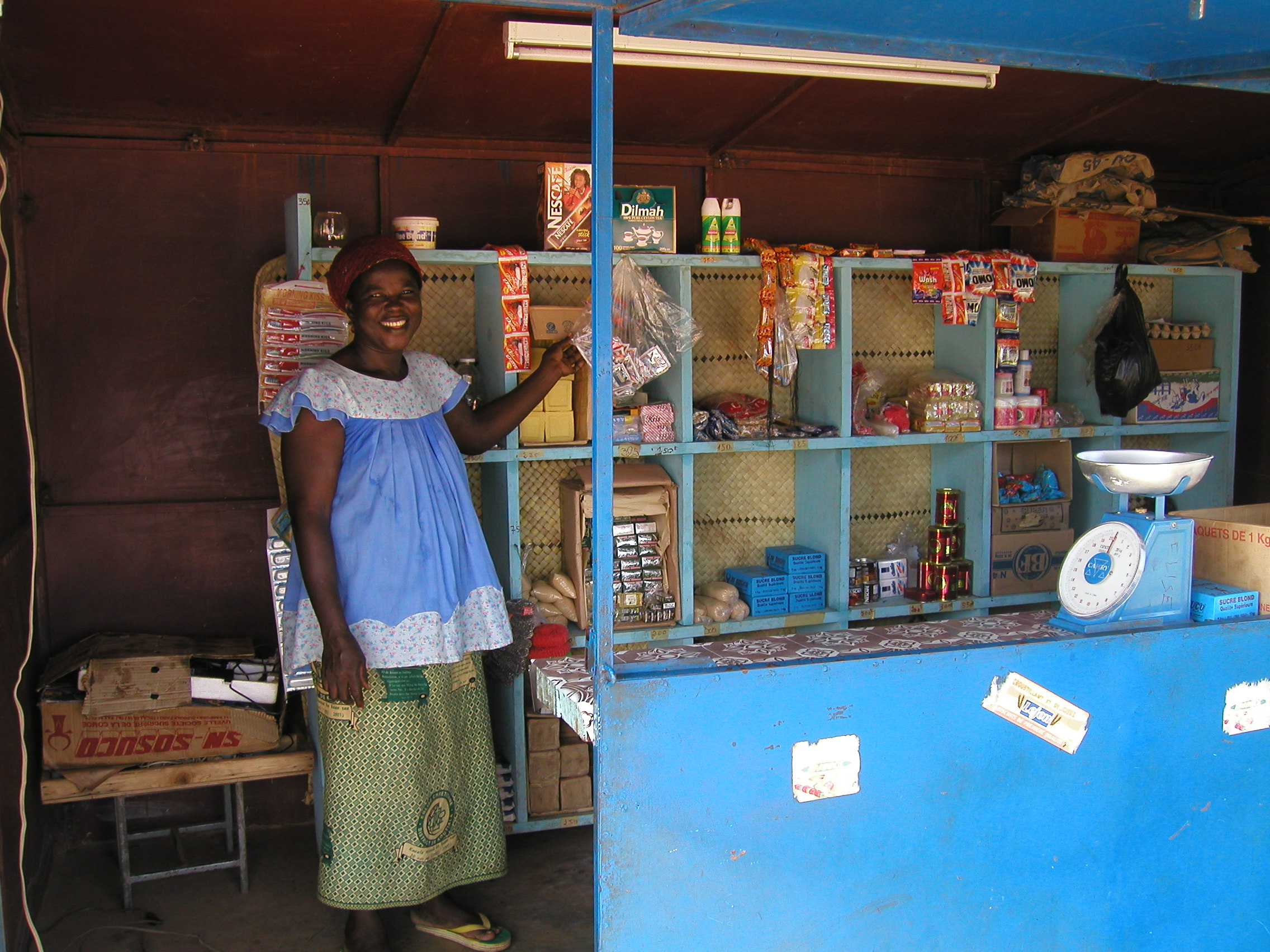
Cửa hàng ở Burkina Faso.

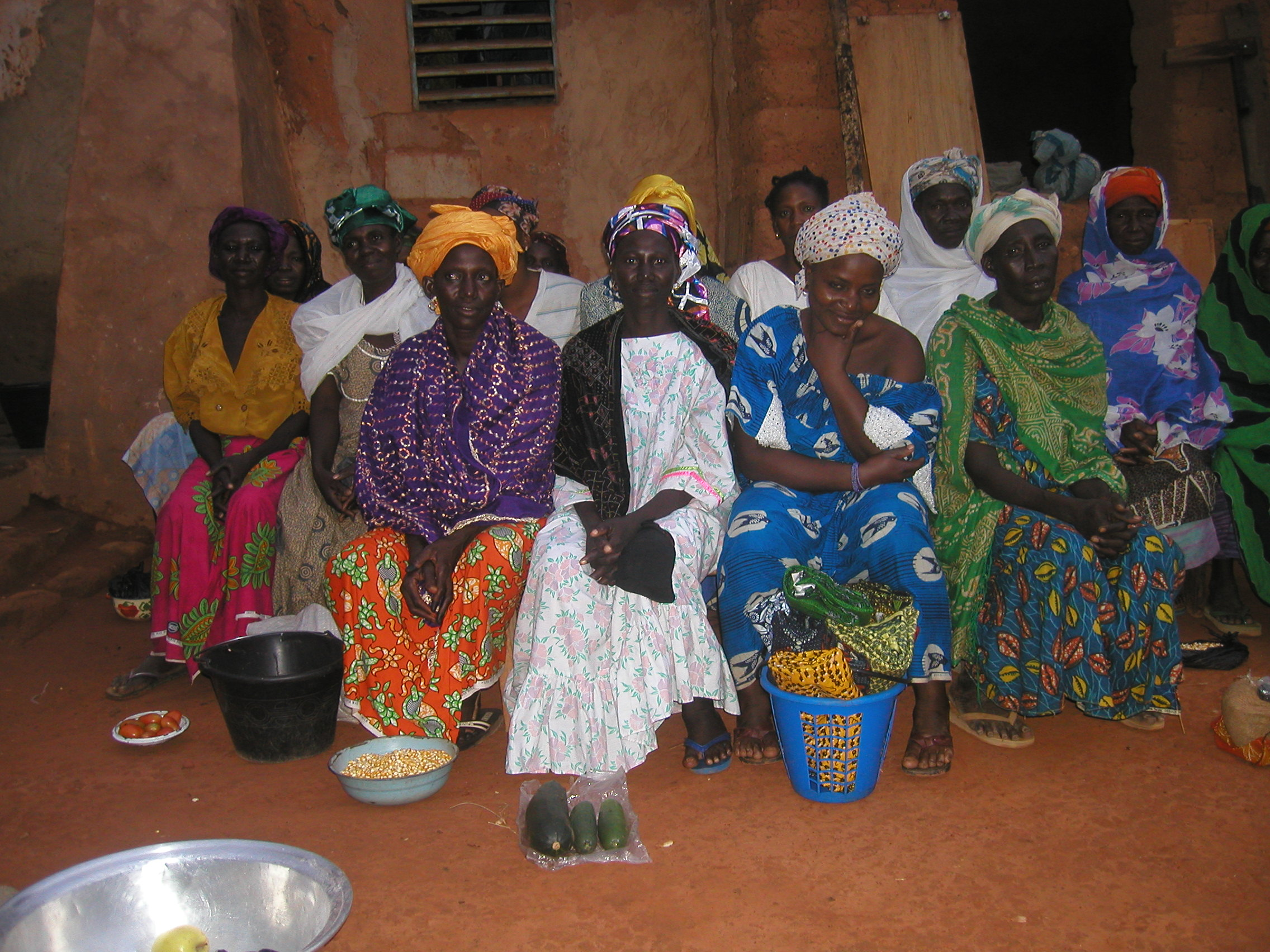
Những người buôn bán ở Burkina Faso.

Burkina Faso là một trong những quốc gia nghèo nhất thế giới. Thu nhập (GDP) bình quân đầu người của nước này chỉ có 1.200 USD, là nước nghèo thứ 27 thế giới. Nông nghiệp chiếm 32% sản lượng nội địa và tạo việc làm cho 80% dân chúng. Chủ yếu là chăn nuôi gia súc, nhưng ở miền nam và tây nam, người ta cũng trồng cây lúa miến, cây kê ngọc trai, ngô, cây lạc, lúa và bông.
Thiếu việc làm đã thúc đẩy di cư. Có tới ba triệu người từ Burkina Faso sang sống ở Côte d'Ivoire. Theo Ngân hàng Trung ương Tây Phi, những người di cư mỗi năm gửi 10 tỉ Euro về Burkina Faso. Kể từ sự việc Ghana trục xuất người nhập cư năm 1967, việc di cư đã liên tục gây ra những sự căng thẳng ở những nước đến. Cuộc khủng hoảng gần đây nhất là vào năm 2003 ở Côte d'Ivoire dẫn tới sự hồi hương của 300.000 người di trú.
Một bộ phận lớn hoạt động kinh tế của Burkina Faso được tài trợ bằng viện trợ quốc tế.
Đơn vị tiền tệ hiện tại của Burkina Faso là đồng franc CFA Tây Phi.
Ngành khai mỏ khai gồm đồng, sắt, mangan và trên hết là vàng.
Burkina Faso cũng là chủ nhà của hội chợ hàng thủ công mỹ nghệ Ouagadougou, được biết đến nhiều hơn với tên tiếng Pháp là SIAO (Le Salon International de L Artisanat de Ouagadougou), một trong những hội chợ hàng thủ công quan trọng nhất châu Phi.
Hiện nay, Burkina Faso đang đẩy mạnh chính sách mở cửa, tập trung vốn, kỹ thuật vào việc phát triển nông nghiệp để tiến tới tự túc được lương thực. Ngoài việc đẩy mạnh hợp tác ở khu vực Tây Phi và ngoài các bạn hàng truyền thống như Pháp, Trung Quốc, Ấn Độ, Singapore và Thái Lan, Burkina Faso đang tìm cách mở rộng quan hệ với các tổ chức tài chính tiền tệ quốc tế và các nước khác trong đó có Việt Nam.

## Nhân khẩu
| 1950 | 4.3  |
| 2000 | 11.6 |
| 2018 | 19.8 |

Dân cư tập trung chủ yếu phía nam và trung tâm đất nước, đôi khi có mật độ hơn 48 người/km². Mật độ dân cư cao là căn nguyên hàng năm của việc hàng trăm nghìn dân di cư lao động mùa vụ.

### Đô thị hóa
| Ouagadougou Bobo-Dioulasso | 1  | Ouagadougou    | Centre        | 2,415,266 | Koudougou |
| Ouagadougou Bobo-Dioulasso | 2  | Bobo-Dioulasso | Hauts-Bassins | 904,920   | Koudougou |
| Ouagadougou Bobo-Dioulasso | 3  | Koudougou      | Centre-Ouest  | 160,239   | Koudougou |
| Ouagadougou Bobo-Dioulasso | 4  | Saaba          | Centre        | 136,011   | Koudougou |
| Ouagadougou Bobo-Dioulasso | 5  | Ouahigouya     | Nord          | 124,587   | Koudougou |
| Ouagadougou Bobo-Dioulasso | 6  | Kaya           | Centre-Nord   | 121,970   | Koudougou |
| Ouagadougou Bobo-Dioulasso | 7  | Banfora        | Cascades      | 117,452   | Koudougou |
| Ouagadougou Bobo-Dioulasso | 8  | Pouytenga      | Centre-Est    | 96,469    | Koudougou |
| Ouagadougou Bobo-Dioulasso | 9  | Houndé         | Hauts-Bassins | 87,151    | Koudougou |
| Ouagadougou Bobo-Dioulasso | 10 | Fada N'gourma  | Est           | 73,200    | Koudougou |

### Tôn giáo
Tôn giáo tại Burkina Faso (2006)
Năm 2019, 63.8% dân số Burkina Faso theo Hồi giáo, trong đó đa số theo Hồi giáo Sunni và một thiểu số theo Hồi giáo Shia. Một bộ phận lớn tín đồ Hồi giáo Sunni theo Sufi giáo Tijaniyah. 26.3% dân số theo Kitô giáo, trong đó 20.1% theo Công giáo và 6.2% theo Tin Lành, 9.0% theo tôn giáo truyền thống châu Phi như tôn giáo Dogon, 0.2% theo tôn giáo khác và 0.7% không tôn giáo.

### Y tế
Năm 2016, tuổi thọ trung bình của người Burkina Faso là 60 tuổi đối với nam giới và 61 tuổi đối với nữ giới. Năm 2018, tỷ lệ tử vong trẻ dưới năm tuổi và trẻ sơ sinh ở mức 76/1.000. Năm 2014, độ tuổi trung bình của người Burkina Faso là 17 tuổi và tốc độ tăng dân số ước tính là 3.05%.

### Giáo dục
Giáo dục ở Burkina Faso được chia thành bậc tiểu học, trung học và đại học. Học phí trung học ước tính là 33.000 franc CFA Tây Phi một năm, cao hơn nhiều thu nhập bình quân của các gia đình ở Burkino Faso. Học sinh nam nhận được nhiều ưu tiên hơn trong trường học; như thế, giáo dục dành cho trẻ em gái và tỉ lệ biết chữ chung thấp hơn nhiều. Nhiều kỳ thi quốc gia được tổ chức hằng năm. Các tổ chức giáo dục đại học bao gồm Đại học Ouagadougou và Đại học Bách khoa Bobo-Dioulasso.
Có một trường quốc tế ở Ouagadougou (ISO), là một trường tư của Hoa Kỳ tại Ouagadougou.
Theo báo cáo của Chương trình Phát triển Liên Hợp Quốc, Burkina Faso là một trong số các quốc gia mù chữ nhất thế giới, với chỉ 12,8% dân số biết đọc biết viết.

## Văn hóa
Hai yếu tố chính của văn hóa Burkina Faso là mặt nạ và khiêu vũ. Những mặt nạ được dùng trong nghi lễ hy sinh tới những vị thần và tinh thần hồn nhiên và vui vẻ trong làng, thể hiện sự ao ước của nông dân bởi lời nguyện cầu nơi chốn thiêng liêng.
Nhà hát quần chúng trong thủ đô Ouagadougou, là một trung tâm văn hóa xã hội của đất nước. Ouagadougou là một trong những trục bánh xe của châu Phi, hoạt động kéo theo vào rạp chiếu phim. Mỗi năm gọi FESPACO là chủ nhân liên hoan phim châu Phi Pan. Liên hoan phim và truyền hình châu Phi của Ouagadougou là một mối quan tâm lớn của thế giới. Văn hóa nghệ thuật thì được trình bày xa hơn ở tại Laongo, những nghệ sĩ từ toàn bộ thế giới được mời đến một vùng có đá hoa cương được bày và điêu khác trên tảng đá Idrissa Ouedraogo. Có lẽ giám đốc ở châu Phi thành công về thương mại nhất từ Burkina Faso.